# Canterai
Canterai è un singolo del rapper italiano Fred De Palma pubblicato il 26 aprile 2016.

## Tracce
1. Canterai – 3:27